# Jurong Island
Jurong Island (chiń. upr. 裕廊岛; pinyin Yùláng Dǎo; malajski Pulau Jurong, tamil. ஜூராங் தீவு, Dźuran tiwu) – sztuczna wyspa położona na południowy zachód od głównej wyspy Singapuru, naprzeciwko dzielnicy przemysłowej Jurong. Powstała z połączenia siedmiu przybrzeżnych wysp – Pulau Ayer Chawan, Pulau Ayer Merbau, Pulau Merlimau, Pulau Pesek, Pulau Sakra (która powstała z połączenia wysp: Pulau Sakra i Pulau Bakau), Pulau Seraya, Pulau Pesek Kecil.
Osuszanie terenu zostało zakończone w dniu 24 września 2009 roku, 20 lat wcześniej, niż zaplanowano. Wyspa Pulau Buaya została przyłączona do wyspy Jurong wskutek osuszania w 2010 roku. Wyspa Jurong tworzy obszar lądowy o powierzchni około 32 km² (początkowo powierzchnia była mniejsza niż 10 km²) i jest największą z przybrzeżnych wysp Singapuru.